# 諾卡蒂 (佛羅里達州聖約翰斯縣)
諾布蒂（英語：Nocatee）是位於美國佛羅里達州聖約翰斯縣的一個人口普查指定地區。

## 地理
諾布蒂的座標為30°06′26″N 81°25′24″W / 30.10722°N 81.42333°W，而該地最高點為海拔高度10米（即33英尺）。

## 人口
根據2010年美國人口普查的數據，諾布蒂的面積為60.80平方千米，當中陸地面積為60.00平方千米，而水域面積為0.80平方千米。當地共有人口5702人，而人口密度為每平方千米93人。